# 殊像寺 (五台山)
五台山殊像寺，位于山西省忻州市五台山风景名胜区台怀镇西南1公里，为五台山五大禅林（显通寺、塔院寺、菩萨顶、殊像寺、罗睺寺）、青庙十大寺之一，因寺内供奉文殊菩萨的真像而得名。山西省文物保护单位、汉族地区佛教全国重点寺院之一。承德殊像寺系清乾隆三十九年（1774年），内务府仿五台山殊像寺规制在热河（今承德）兴建。

## 历史
该寺创建于东晋初年，随后在“五胡之乱遭回禄，灰飞烟灭”。唐代、元泰定二年（1325年）重修，后毁于大火。现存殿宇为明代弘治九年（1496年）由铁林果禅师主持修建，万历年间重修。有重修碑记。
1983年定为汉族地区佛教全国重点寺院。

## 建筑

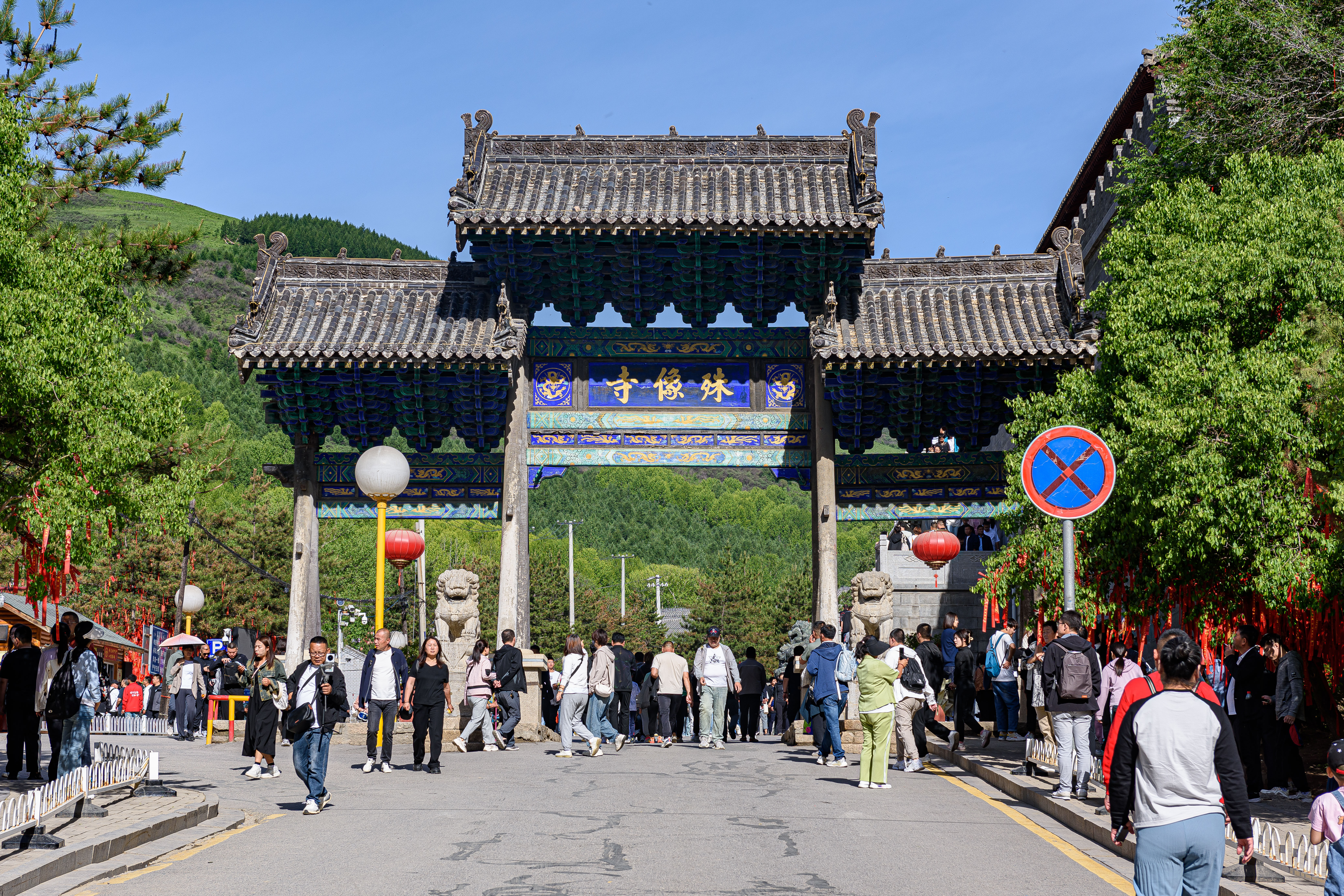
殊像寺牌坊

殊像寺山门（天王殿）面阔三间，单檐悬山顶，供奉弥勒佛、韦陀菩萨。两侧是四大天王。左右两侧为钟鼓楼。
该寺没有大雄宝殿，山门内第二座殿宇即正殿文殊殿，立于1.5米高台之上，面阔五间，进深三间，重檐歇山顶。顶层檐下密布三昂七踩斗拱，二层檐下设重昂五踩斗拱。
文殊殿正中佛台上供奉文殊菩萨骑狻猊的塑像，为五台山中最高的一尊彩塑文殊像。高9.87米。文殊胯下狻猊高近4米，身体青色白点，绿色鬃毛环目圆睁，张口作咆哮状。传说这是文殊菩萨的真像，塑造此像时，文殊菩萨于天空显真容，匠人急中用荞面头照样捏制，因此又名“荞面头文殊菩萨”。康熙二十八年，康熙帝为此像题匾“瑞相天然”。
殿内的东西山墙和后墙壁上的彩色悬塑，描绘了五百罗汉渡江的故事，总长48米，高6.8米，面积326.4平方米，衣着神态各不相同。
东西配殿祖师殿、伽蓝殿分别供奉达摩祖师和伽蓝护法菩萨。楹联分别为“踏蘆一渡脱迷津，面壁九年归觉路”和“赤面赤心扶日月，青龙青史镇乾坤”。
大殿南侧院内立有明清御碑数通。
殊像寺外牌楼前有般若泉、善静室。
后院和东西两路均为新建的仿古建筑，其中藏经阁，三重檐歇山顶，体量远大于大文殊殿。

## 保护
1986年8月18日，殊像寺公布为山西省文物保护单位，编号2-143。
2009年，殊像寺列为世界遗产的子项目。